# Anett Bősz
Anett Bősz (ur. 18 grudnia 1986 w Budapeszcie) – węgierska ekonomistka, nauczycielka akademicka i polityk, deputowana, przewodnicząca Węgierskiej Partii Liberalnej.

## Życiorys
W 2005 ukończyła szkołę średnią Alternatív Közgazdasági Gimnázium, a w 2011 studia z zakresu gospodarki międzynarodowej na Uniwersytecie Korwina w Budapeszcie. Przez jeden semestr w ramach stypendium kształciła się na Wolnym Uniwersytecie Berlińskim. W 2021 doktoryzowała się na macierzystej uczelni. Pracowała m.in. w dziale PR stacji telewizyjnej TV2, a także w sektorze turystycznym w Berlinie. W 2014 została wykładowczynią na Uniwersytecie Korwina w Budapeszcie.
Również w 2014 została etatową działaczką Węgierskiej Partii Liberalnej. Kierowała też jej organizacją młodzieżową Fiatal Liberálisok. W wyborach w 2018 uzyskała mandat posłanki do Zgromadzenia Narodowego z listy krajowej koalicji Węgierskiej Partii Socjalistycznej i Dialogu na rzecz Węgier. W 2019 zastąpiła Gábora Fodora na funkcji przewodniczącego liberałów. W 2022 z rekomendacji Koalicji Demokratycznej objęła stanowisko wiceburmistrza Budapesztu.